# Tupolev ANT-1
O Tupolev ANT-1 foi a primeira aeronave da OKB Tupolev, projetado por Andrei Tupolev baseado em seus trabalhos com barcos. Era usado apenas como uma forma dele examinar suas ideias e ajudar os soviéticos a entender o uso do metal na fabricação de aeronaves.

## Projeto e desenvolvimento
O ANT-1 foi a primeira aeronave de Tupolev e era construído de metal, madeira e alumínio. O alumínio era usado em partes da asa e nervuras, cauda e outras partes menores. As outras áreas eram feitas de madeira, com tela cobrindo a fuselagem e a asa.

## Histórico operacional
O ANT-1 voou pela primeira vez na Praça Ekaterininskaya, atualmente Rua Krasnokazarmenaya. Voou com grande frequência durante os próximos dois anos para testes. Foi então guardado - e no final da década de 1930 e início de 1940, foi pendurado no teto. Entretanto, devido a rachaduras causadas na fábrica devido a Segunda Guerra Mundial e desapareceu após o fim da guerra. Não se sabe o que aconteceu, mas é provável que tenha sido destruído pelos alemães em seu avanço a Moscou no verão de 1941, junto com outras aeronaves da Tupolev.